# United Engine Corporation
A United Engine Corporation (em russo:  Объединённая двигателестроительная корпорация) é uma empresa estatal russa responsável pela produção de motores para a aviação civil e militar programas de exploração espacial. Fabrica também turbinas para geração de eletricidade e calor, unidades compressoras de ar e unidades turbinas a gás marítimas.
A UEC criou uma nova versão do motor aeronáutico PD-14 para a aeronave de nova geração MS-21 assim como um novo motor militar para os caças de 5ª geração, helicópteros, etc. A empresa também introduziu ao mercado novas unidades de turbina a gás com capacidade de 60 a 110 mW.
Comparada com outras empresas do grupo Rostec, a situação financeira da United Engine Corporation é descrita como "um tanto instável", devendo uma considerável quantia na aquisição de ativos.

## Estrutura
Empresas incluídas no grupo:
- Fábrica de Engenharia de Moscou Chernyshev MMP, Moscou
- Klimov, São Petesburgo
- Associação Industrial de Motores Ufa, Ufa
- JSC Kuznetsov OAO Motorostroitel, Oblast de Samara
  - Kuznetsov
- NPO Saturn, Oblast de Yaroslavl
  - OMKB, Omsk
- Aviadvigatel, Perm
- JSC Star, Perm
- NPP Motor, Ufa
- Fábrica de Motores Perm, Perm
- Associação de Construção de Máquinas Salyut, Moscou
- UEC - Turbinas a gás, Oblast de Yaroslavl
- Turborus NPO Saturn , Rybinsk
- Fábrica de motores Naro Fominsk
- AMNTK Sojuz
- Fábrica de motores Lytkarino (CAGI , CIAM , NPO Saturn , NPO Soyuz , UMPO , ODK GT)
- Fábrica de motores Tyumen